# Broughton Astley
Broughton Astley è un paese di 8 290 abitanti della contea del Leicestershire, in Inghilterra.